# Euphydryas

Euphydryas — голарктический род дневных бабочек.

## Описание
Бабочки средних размеров. Крылья сверху обычно ярко окрашенные. Голова с глазами, покрытыми торчащими волосками. Губные щупики также покрыты волосками. Усики с головчатой булавой. Передние крылья с выгнутым внешним краем, край задних крыльев округлый. 
Род выделяют на основании различий в строении копулятивного аппарата самцов. Стернальная часть IX брюшного сегмента простая без выроста (саккуса). Вальвы с короткими зубчиками по внешнему краю. Эдеагус без остиального киля с прямой или округлой вершиной.

## Систематика

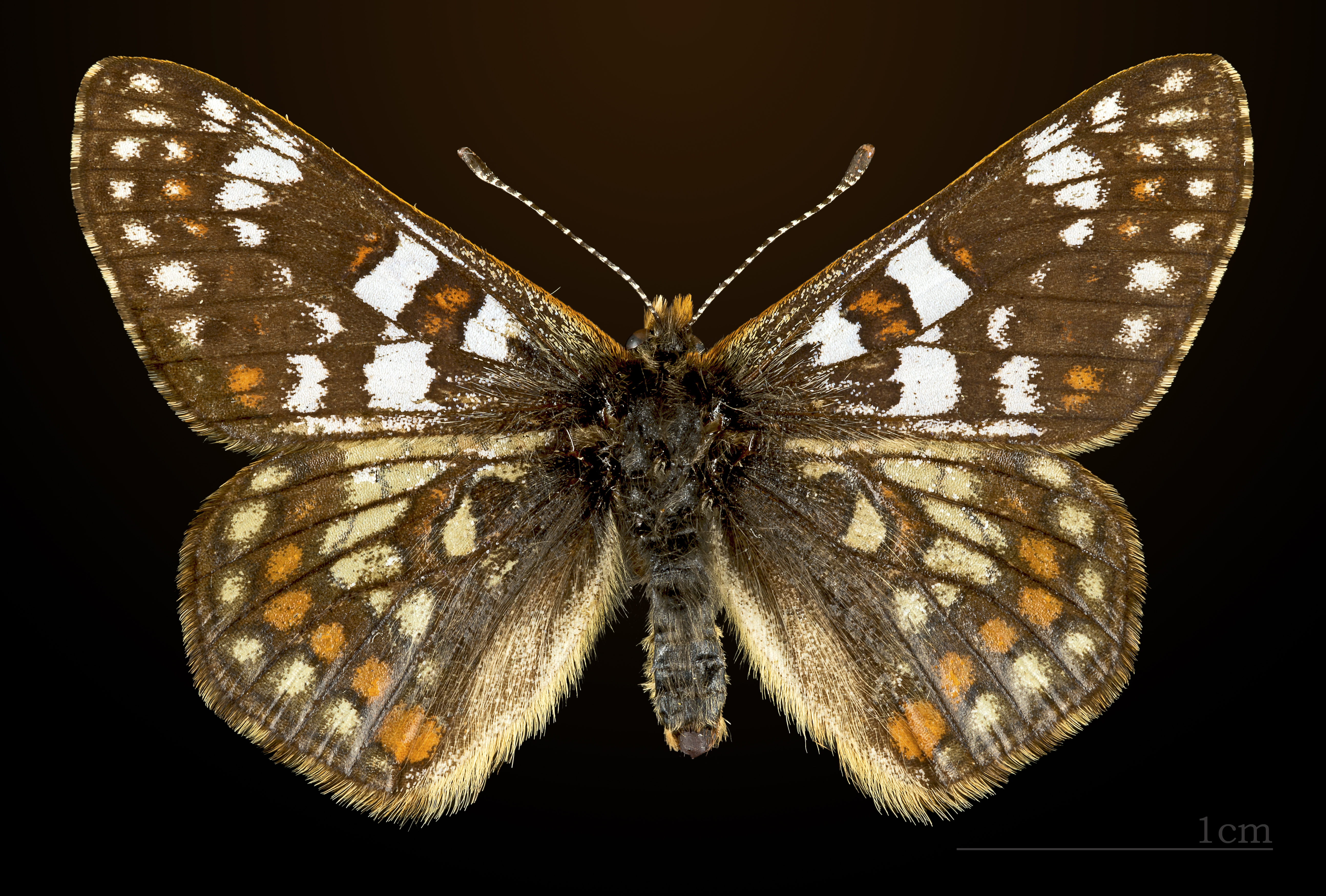
Euphydryas cynthia. Самец

Голарктический род, включающий, по данным разных авторов 16—20 видов.
Euphydryas подрод:
- Euphydryas phaeton (Drury, 1773)

Hypodryas подрод:
- Euphydryas maturna (Linnaeus, 1758)
- Euphydryas intermedia =Euphydryas ichnea (Boisduval, 1833)
- Euphydryas cynthia (Schiffermüller, 1775)
- Euphydryas iduna (Dalman, 1816)
- Euphydryas gillettii (Barnes, 1897)

Occidryas подрод:
- Euphydryas anicia (Doubleday, 1847)
- Euphydryas chalcedona (Doubleday, 1847)
- Euphydryas editha (Boisduval, 1852)
  - Euphydryas editha bayensis
  - Euphydryas editha quino

Eurodryas подрод:
- Euphydryas aurinia (Rottemburg, 1775)
- Euphydryas provincialis (Boisduval, 1828)
- Euphydryas orientalis (Herrich-Schäffer, 1851)
- Euphydryas asiatica (Staudinger, 1881)
- Euphydryas sibirica (Staudinger, 1871)
- Euphydryas laeta (Christoph, 1893)
- Euphydryas desfontainii (Godart, 1819)